# 周東山 (1945年)
周東山（1945年2月28日—），畢業於香港大學，在英國牛津大學進修，及在東京八王子研修院深造。擔任香港政府首長級職位多年，曾出席大量國際會議，接觸無數國內外政、經及學術界高層人士。他曾於香港特區政府工作30多年，退休前為勞工處助理處長，任內協助香港僱員追討欠薪，對手包括華懋創辦人王德輝。（页面存档备份，存于）
周東山於 92 年創立『僱員再培訓局』， 94 年『國際經濟合作發展組織』譽為全球最富創意及最具成本效益的再培訓計劃， 96 年加入aTV，獲『亞洲亞洲管理大獎』。 2004 年提前退休，創立『東山語言中心』，教授包括普通話、英語、日語、法語、德文及西班牙語 ，已婚，育有兩名兒子。其『東山語言中心』員工要經過八場以上的面試，每一位員工都經過漫長的歷練，漫長的試練，才能成為中心的一份子。比起前僱主香港政府請AO更嚴格。近年，致力推行老有所依計劃，於其下兩間分校，安排大量長者在前線工作，好讓他們更貼近社會。
2008年，有份客串電視劇《東山飄雨西關晴》「東山儲蓄銀行」執行董事、財政部委員一角。
a